# Comté de Bon Homme
Le comté de Bon Homme est un comté situé dans l'État du Dakota du Sud, aux États-Unis. En 2010, sa population est de 7 070 habitants. Son siège est Tyndall. Le comté a été fondé en 1862.

## Histoire
Créé en 1862, le comté doit son nom à une île et un village sur le Missouri, ainsi nommés par des explorateurs français.

## Villes du comté
- Cities :
  - Avon
  - Scotland
  - Springfield
  - Tyndall

- Towns :
  - Tabor

- Census-designated places :
  - Running Water

## Démographie
Selon l'American Community Survey, en 2010, 90,26 % de la population âgée de plus de 5 ans déclare parler l'anglais à la maison, 3,95 % l'allemand, 2,37 % le tchèque, 1,18 % dakota, 1,04 % l'espagnol et 1,40 % une autre langue.
| 1870 | 1880  | 1890  | 1900   | 1910   | 1920   |
| ---- | ----- | ----- | ------ | ------ | ------ |
| 608  | 5 468 | 9 057 | 10 379 | 11 061 | 11 940 |

| 1930   | 1940   | 1950  | 1960  | 1970  | 1980  |
| ------ | ------ | ----- | ----- | ----- | ----- |
| 11 737 | 10 241 | 9 440 | 9 229 | 8 577 | 8 059 |

| 1990  | 2000  | 2010  | - | - | - |
| ----- | ----- | ----- | - | - | - |
| 7 089 | 7 260 | 7 070 | - | - | - |